# Athylia albomarmorata
Athylia albomarmorata är en skalbaggsart som beskrevs av Stefan von Breuning 1943. Athylia albomarmorata ingår i släktet Athylia och familjen långhorningar. Inga underarter finns listade.